# Náměstí Chorvatské republiky
Náměstí Chorvatské republiky (chorvatsky Trg Republike Hrvatske), do roku 2017 zvané náměstí maršála Tita (chorvatsky Trg maršala Tita), je náměstí v centru Záhřebu. Patří k jedním z největších náměstí v chorvatské metropoli. V jeho středu se nachází budova Chorvatského národního divadla. Ze všech stran náměstí obklopují měšťanské domy z 19. století.
Náměstí je dopravně obslouženo prostřednictvím záhřebské tramvajové sítě, nejbližší zastávkou na Rooseveltově náměstí. Do roku 2014 se na náměstí samotném nacházela tramvajová zastávka, poté byla (z politických důvodů, aby se nemusela ohlašovat zastávka se sporným názvem) přesunuta na nedaleké Rooseveltovo náměstí.

## Historie
Náměstí získalo svojí současnou podobu v období let 1855 až 1964. Náměstí je prvním (ve směru od centra města) v západní části. tzv. Lenucijova oblouku, který vznikl v souvislosti s rozvojem města v 19. století, kdy tehdejší územní plán Záhřebu realizoval urbanista Milan Lenuci).
V letech 1855-1856 byla na severní straně náměstí vybudována nemocnice Milosrdných sester (která sloužila v letech 1868-1882 také jako továrna na zpracování tabáku). Od roku 1882 budovu využívá Univerzita v Záhřebu a dnes se zde nachází Rektorát a Právní fakulta univerzity. Východní strana náměstí byla obestavena v roce 1874 budovou, kde dnes sídlí vydavatelství Školska knjiga. O dva roky později byla vedle ní postavena dvoupatrová budova Chorvatské hospodářské společnosti, která dnes slouží rovněž pro potřeby právnické fakulty Univerzity v Záhřebu.
V roce 1884 bylo náměstí uzavřeno i z jižní strany, a to budovou Chorvatského sokola a pěveckého sboru Kolo. Na západní straně pak byla v roce 1888 vybudována řemeslnická škola a Muzeum řemesel. Dominantní budova náměstí, Chorvatské národní divadlo, bylo dokončeno roku 1895 za přítomnosti císaře Františka Josefa I.

## Sochy
Náměstí zdobí několik soch:
- Svatý Jiří zabíjí draka; socha od Antona Dominika Fernkorna se nachází na jihozápadním rohu náměstí. Byla vyrobena v roce 1837 ve Vídni a v roce 1867 převezena do Záhřebu. Původně se nacházela u vstupní brány do parku Maksimir. Roku 1884 byla nicméně převedena do vlastnictví města Záhřebu a poté umístěna na Štrosmajerovo náměstí. Od roku 1907 se nachází na současném místě.
- Studna života (chorvatsky Zdenac života) od sochaře Ivana Meštroviće se nachází přímo před budovou Chorvatského národního divadla. Socha byla vyrobena v roce 1905 a na své současné místo postavena roku 1932.
- Dějiny Chorvatů od Ivana Meštroviće je umístěna před budovou Právní fakulty.
- Památník Đury Deželiće, chorvatského spisovatele a politika se nachází na západní straně náměstí, před budovou Ferimportu. Jejím autorem byl sochař Frane Cota. Pořízení a umístění sochy financovalo Sdružení chorvatských hasičů; na náměstí je umístěna od roku 1937.

## Název
Náměstí měnilo v průběhu chorvatských dějin několikrát svůj název.
| Období    | Chorvatský název         | Překlad                      |
| --------- | ------------------------ | ---------------------------- |
| 1878-1888 | Sajmišni trg             | Veletržní náměstí            |
| 1888-1919 | Sveučilišni trg          | Univerzitní náměstí          |
| 1919-1927 | Wilsonov trg             | Wilsonovo náměstí            |
| 1927-1941 | Trg kralja Aleksandra I. | Náměstí krále Alexandra I.   |
| 1941-1945 | Trg I.                   | První náměstí                |
| 1945-1946 | Kazališni trg            | Divadelní náměstí            |
| 1946-2017 | Trg maršala Tita         | Náměstí maršála Tita         |
| 2017-     | Trg Republike Hrvatske   | Náměstí Chorvatské republiky |

Současný název podle vůdce komunistické Jugoslávie, který jako jeden z mála názvů svého druhu přežil pád komunismu v Jugoslávii, Chorvatskou válku za nezávislost a další společenské změny přelomu 20. a 21. století, budí dlouhodobě vášně v chorvatské společnosti. Změnu názvu na Kazališni trg (Divadelní náměstí), nebo na Trg republike Hrvatske (Náměstí republiky Chorvatsko) prosazuje dlouhodobě iniciativa Krug za trg, která koná čas od času na náměstí protesty, ve kterých kritizuje Josipa Broze jako symbol totalitní minulosti a masových vražd po skončení druhé světové války. Záhřebský primátor Milan Bandić nicméně změnu názvu náměstí i přes protesty odmítl. V roce 2016 se při příležitosti 71. výročí osvobození Záhřebu shromáždilo okolo tisíce lidí, požadující změnu názvu náměstí. Konzervativní strana HDZ se nedlouho poté vyjádřila, že bude podporovat změnu názvu náměstí.
V červnu 2017 se po regionálních volbách, kdy bylo zvoleno nové zastupitelstvo hlavního města Záhřebu stala budoucnost názvu náměstí předmětem vyjednávání povolební koalice. Nově zvolený primátor města Milan Bandić pro získání koaliční většiny vyjednával o spolupráci se zastupiteli blízkými k Bruně Esihové a Zlatku Hasanbegovićovi (bývalému ministru kultury), kteří dříve opustili HDZ. Ti však si jako jedinou podmínku pro vstup do koalice stanovili právě změnu názvu dlouhodobě diskutovaného náměstí, na což Bandić nakonec přistoupil. V okamžik vyjednávání o koalici se v samotném Záhřebu na náměstí, které má být přejmenováno, konaly četné demonstrace zastánců názvu, připomínající Josipa Broze i jeho odpůrců. Zastánci změny názvu uvedli, že Josip Broz Tito je odpovědný za masové vraždy a terorismus, druhý tábor apeloval na tradici antifašismu a návrat Istrie a Dalmácie Chorvatsku, resp. Jugoslávii, který po druhé světové válce dokázala vyjednat Titova vláda.[zdroj?]

## Fotogalerie

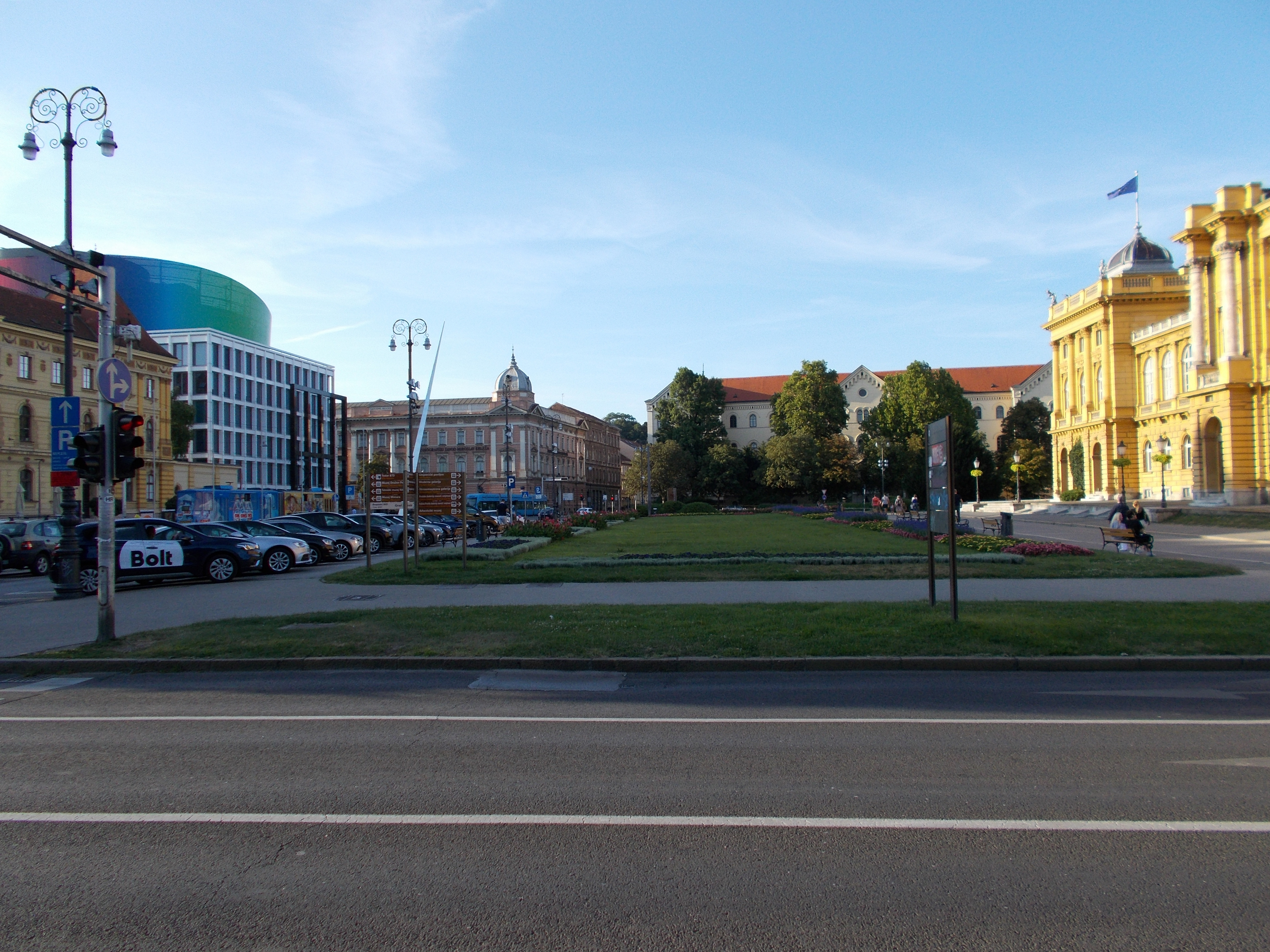
Západní strana náměstí
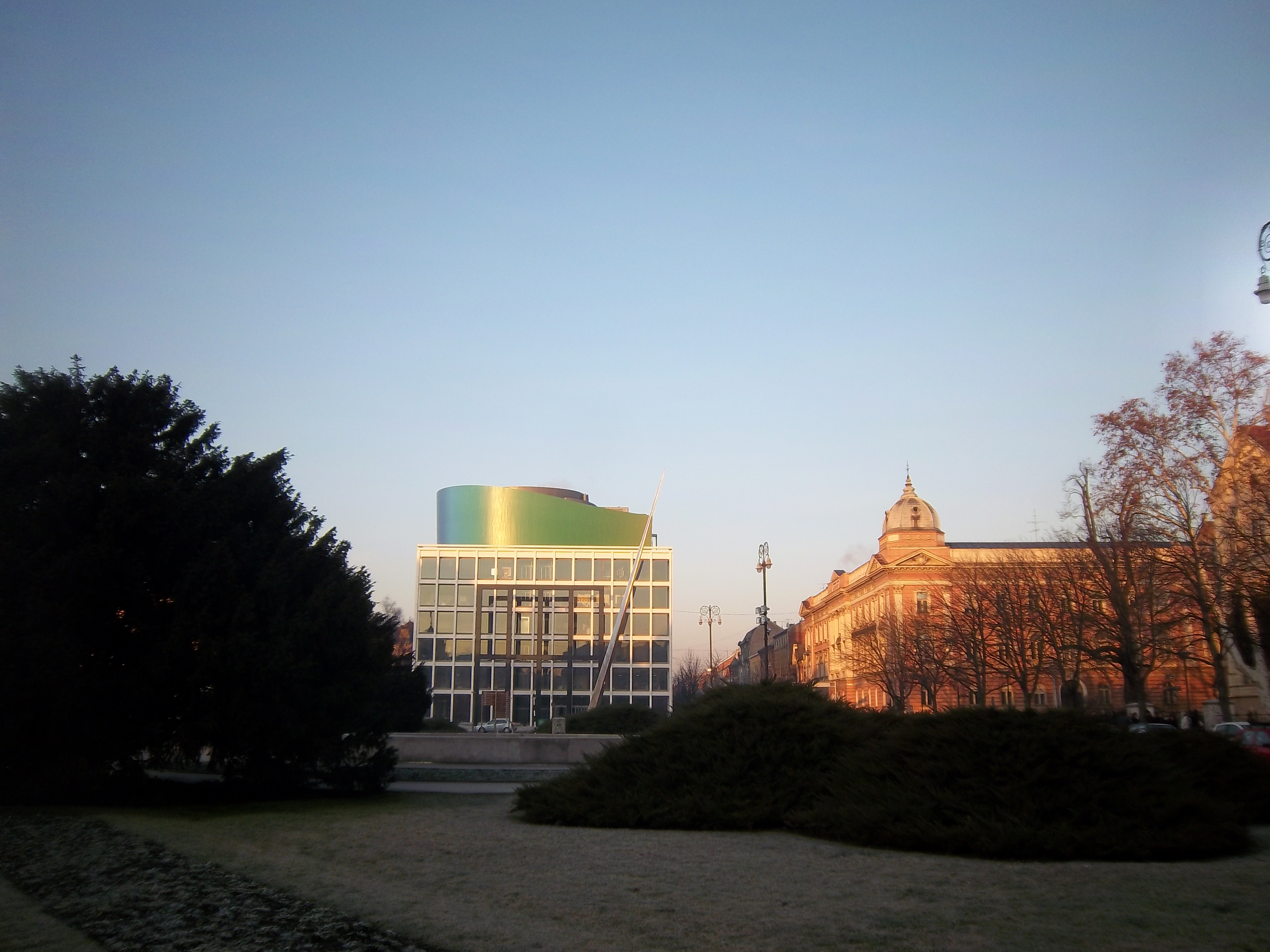
Budova hudební akademie
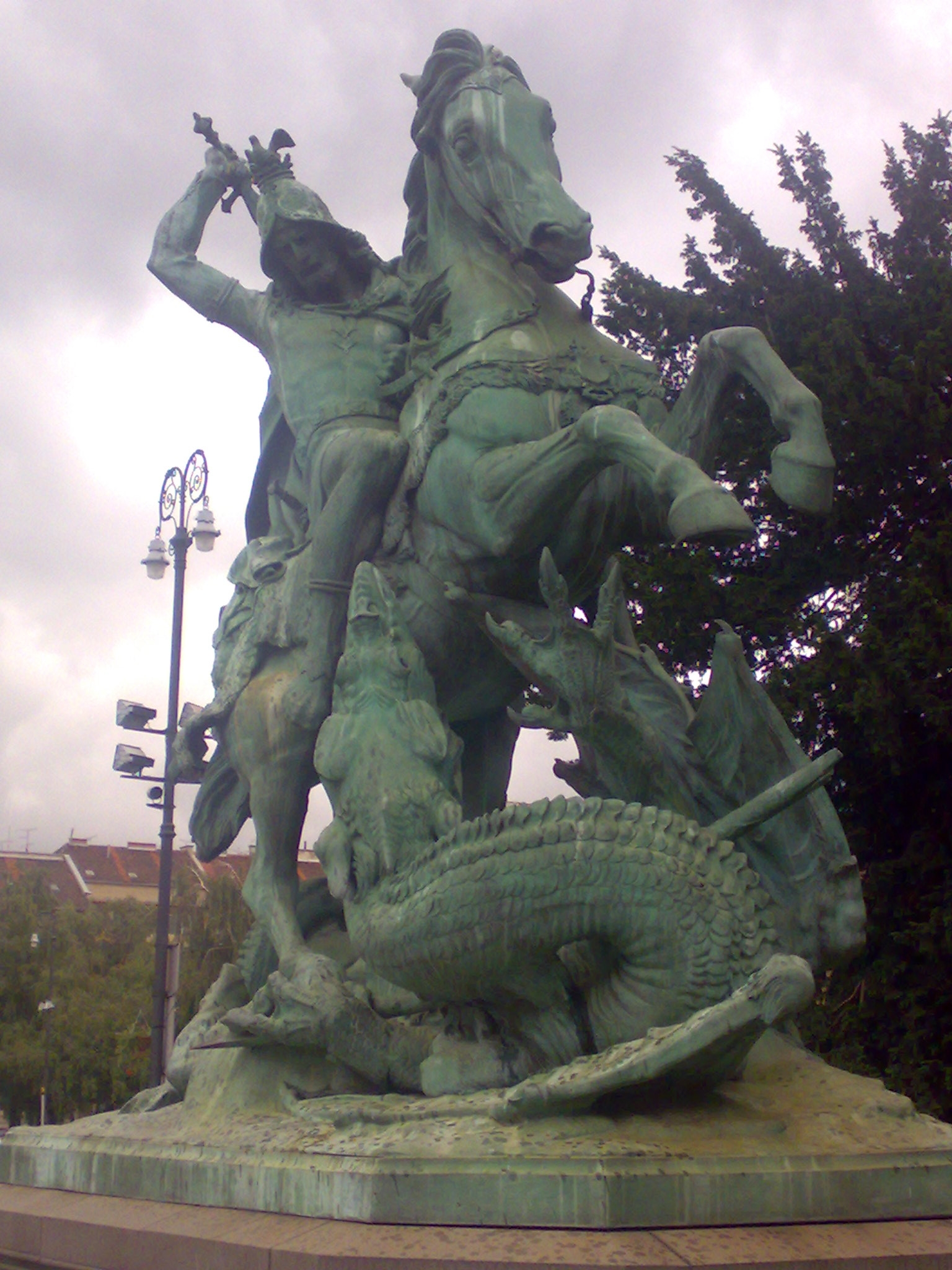
Socha sv. Jiří zabíjejícího draka
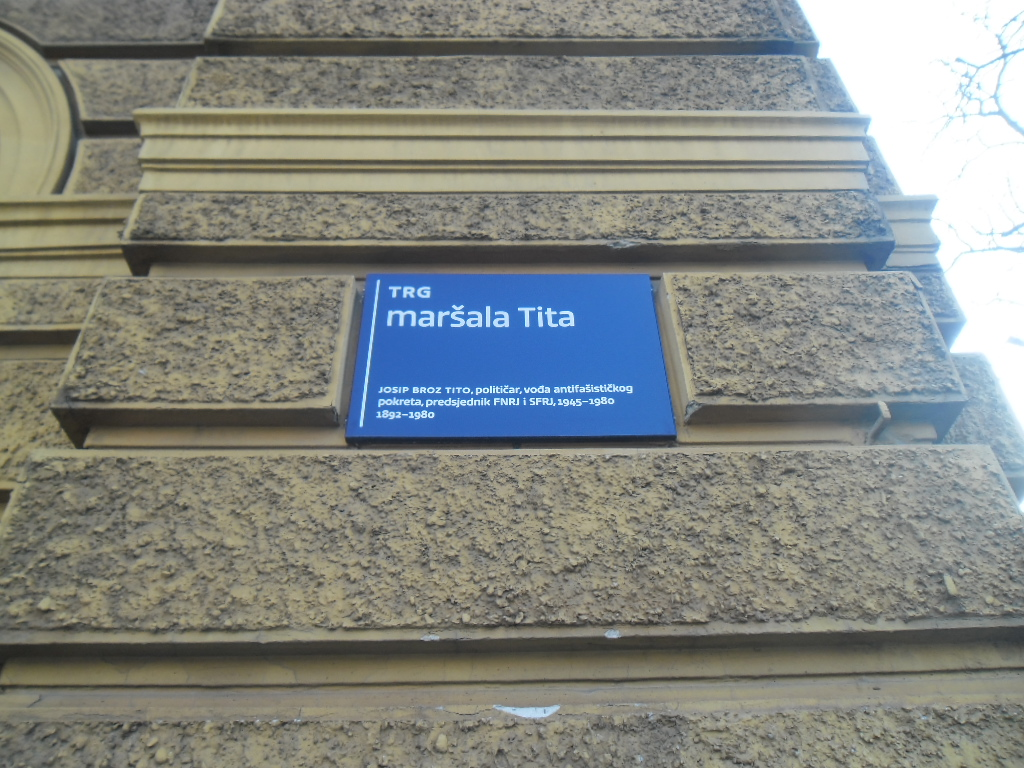
Tabulka se starším názvem
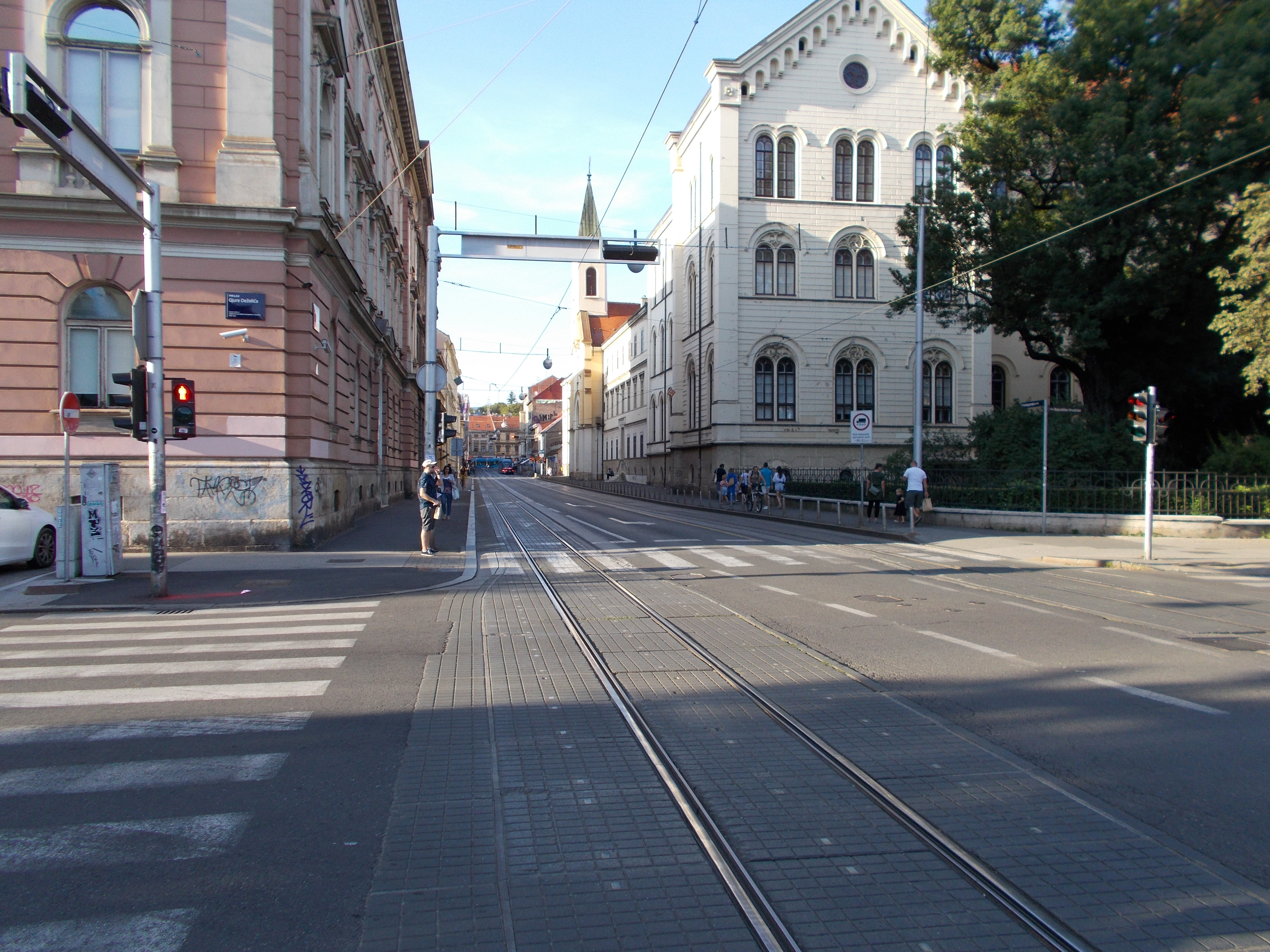
Frankopanska ulice vycházející z náměstí